# První bitva u Curychu
První bitva u Curychu byla jednou z bitev druhé koaliční války. Odehrála se 4.–7. června 1799.
Francouzské jednotky pod velením generála Massény byly nuceny upustit území města a pod tlakem Rakušanů, kterým velel arcivévoda Karel, musely ustoupit až za řeku Limmat. Tam Francouzi opevnili svoje pozice a udržovali patovou situaci.
Během léta byli rakouské jednotky nahrazeny ruskými pod velením generála Korsakova. V druhé bitvě o Curych potom Francouzi opět získali nadvládu nad městem a spolu s ním nad zbytkem Švýcarska.